# Panbronchiolite diffuse
 Mise en garde médicale
La panbronchiolite diffuse (PBD), en anglais : diffuse panbronchiolitis (DPB), est une maladie pulmonaire inflammatoire de cause inconnue. C'est une forme grave et progressive de bronchiolite, une maladie inflammatoire des bronchioles). Le terme diffuse signifie que les lésions apparaissent dans les deux poumons, tandis que panbronchiolite fait référence à ce que l'inflammation touche toutes les couches des bronchioles. La DPB provoque une inflammation sévère, des nodules au niveau des bronchioles terminales, une sinusite chronique et une toux intense avec de grandes quantités de produits expectorés.
On pense que la maladie est due à une sensibilité exagérée ou un manque de résistance du système immunitaire, à des bactéries ou des virus, causée par plusieurs gènes qui se trouveraient principalement chez les personnes de l'est asiatique. L'incidence la plus élevée se trouve chez les Japonais, suivie par les Coréens. Elle survient plus souvent chez les hommes, et débute généralement vers l'âge de 40 ans. Elle a été reconnue comme  maladie distincte au début des années 1960 et a été officiellement nommée « panbronchiolite diffuse » en 1969.
Si elle n'est pas traitée, la DPB progresse vers des bronchectasies, une affection pulmonaire irréversible qui implique l'élargissement des bronchioles et l'accumulation de mucus dans les bronchioles. Le traitement régulier de la DPB avec les antibiotiques de la classe des macrolides comme l'érythromycine soulage les symptômes et augmente la durée de survie, mais la maladie n'a actuellement aucun traitement particulier connu. Le résultat éventuel d'une DPB peut être une insuffisance respiratoire ou des problèmes cardiaques.

## Classification
Le terme de « bronchiolite » fait référence à une inflammation des bronchioles de moins de 2 mm de diamètre. La DPB est classée comme une forme de « bronchiolite primitive » car la cause sous-jacente de la bronchiolite est en provenance ou à se limite à des bronchioles,. Avec la DPB, d'autres formes de bronchiolite primitives comprennent la bronchiolite constrictive, la bronchiolite folliculaire, la bronchiolite du fumeur. Contrairement à DPB, la bronchiolite qui n'est pas considérée comme « primitive » peut être associée à maladies des voies respiratoires plus grandes que les bronchioles, telles que la bronchite chronique,.

## Les signes et symptômes
Les symptômes de la DPB incluent une sinusite chronique (inflammation des sinus), une respiration sifflante, des crépitements (bruits respiratoires faits par des obstacles tels que les mucosités et les sécrétions dans les poumons), une dyspnée (essoufflement) et une toux grasse qui donne de grandes quantités de crachats (toussa -des glaires). Il peut y avoir du pus dans les expectorations et les personnes touchées peuvent avoir de la fièvre. Les signes typiques de la progression de la DPB comprennent une dilatation des bronchioles et une hypoxémie (faible taux d'oxygène dans le sang). Si la DPB n'est pas traitée, des bronchectasies apparaissent. Elle se caractérise alors par la dilatation et l'épaississement des parois des bronchioles, des dommages inflammatoires des voies respiratoires et des bronchioles terminales, et une accumulation de mucus dans les poumons,. La DPB est associée à une insuffisance respiratoire progressive, une hypercapnie (augmentation des niveaux du dioxyde de carbone dans le sang), et peut éventuellement conduire à une hypertension artérielle pulmonaire (pression artérielle élevée dans la veine pulmonaire et l'artère) et un cœur pulmonaire (dilatation du ventricule droit du cœur, ou « insuffisance cardiaque droite »),.

## Étiologie
La panbronchiolite diffuse est une maladie idiopathique, ce qui signifie qu'on ne sait pas si on peut en attribuer l'origine à des problèmes physiologiques, environnementaux ou infectieux. Cependant, plusieurs facteurs sont soupçonnés être impliqués dans sa pathogenèse (la manière dont se développe la maladie).
Le complexe majeur d'histocompatibilité (CMH) est une vaste région génomique trouvée chez la plupart des vertébrés qui est associée avec le système immunitaire. Il est situé sur le chromosome 6 chez l'homme. Un sous-ensemble du CMH chez l'homme est l'antigène des leucocytes humains (HLA), qui contrôle le système de présentation des antigènes, dans le cadre de l'immunité adaptative contre les agents pathogènes comme les bactéries et les virus. Lorsque les cellules humaines sont infectées par un agent pathogène, certains d'entre elles peuvent présenter des parties de protéines de l'agent pathogène sur leur surface, ce qu'on appelle  « présentation d'antigènes ». Les cellules infectées deviennent alors des cibles pour certains lymphocytes T cytotoxiques, qui tuent les cellules infectées afin qu'elles puissent être éliminées de l'organisme.
La prédisposition génétique de susceptibilité de la panbronchiolite diffuse a été localisée sur deux haplotypes HLA (une différence de séquence nucléotidique ou génétique entre paires de chromosomes, qui est plus susceptible de se produire chez une ethnicité commune ou d'un trait) commune aux personnes de descendance asiatique Orient. HLA-B54 est associée à DPB dans le japonais, alors que HLA-A11 est associée à la maladie dans les Coréens. Plusieurs gènes dans cette région du HLA de classe I sont considérées comme responsables de DPB, en permettant à une susceptibilité accrue à la maladie,. Le fond génétique commun et les similitudes dans le profil HLA des personnes touchées par le japonais et coréens ont été considérés dans la recherche d'un gène DPB. Il a été suggéré qu'une mutation d'un suspect prédisposition à différentes maladies gène localisé quelque part entre le HLA-B et HLA-A avait eu lieu sur un chromosome ancestral portant à la fois HLA-B54 et HLA-A11. En outre, il est possible qu'un certain nombre d'événements de recombinaison génétique autour du locus de la maladie (localisation sur un chromosome) aurait pu aboutir à la maladie étant associée à HLA-B54 dans le japonais et HLA-A11-Coréens. Après une étude plus approfondie, on a conclu que le gène de susceptibilité DPB est situé à proximité du locus HLA-B sur le chromosome 6p21.3. Dans ce domaine, la recherche d'une cause génétique de la maladie a continué,.